# タップダンス

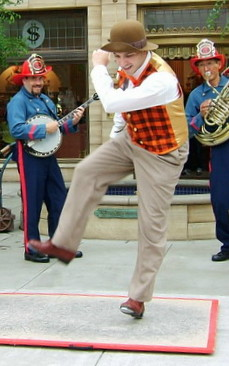
タップダンス

タップダンス（英: tap dance）は、モダンダンスの一つ。タップスと呼ばれる金属板を靴底の爪先（ボウル）と踵（ヒール）につけて床を踏み鳴らしながら踊る。
現在ではタップダンスも多様化しており、リズムタップやミュージカルタップなどのスタイルがある。リズムタップはビートを重視し、ステップによって音楽を作りだしていくスタイルである。ミュージカルタップはブロードウェイミュージカルに見られるようにタップだけではなく体全体の動きも重視し、曲に合わせて踊っていくスタイルである。
「タップの神様」と呼ばれたビル・ボージャングル・ロビンソンの誕生日にちなみ、毎年5月25日は「National Tap Dance Day」となっている。

## 歴史
元来はアメリカ南部の黒人のダンス発祥である。
ヨーロッパやアフリカからアメリカへ移住してきた移民や奴隷たちの伝統的な打楽器ダンス、スペインのフラメンコ、アフリカの民族ダンス、イングランドのクロッグダンスそしてアイルランドのジグダンスなどに部分的な起源が見られる。
18世紀アメリカ合衆国サウスカロライナ州の黒人奴隷の労働後のダンスでドラムが打ち鳴らされていたが、1739年にサウスカロライナ州で暴動が発生し、白人が黒人の集まる場でのドラムを禁止し、ドラムの替わりに足を踏み鳴らし音を出したことにも、その起源が見られる。19世紀のニューヨークのスラム街ファイブ・ポインツでは、アイルランドからの移民と黒人奴隷の子孫たちがダンスバトルを行い、ヨーロッパのダンスとアフリカのダンスの融合が進み、タップダンスの発展に貢献した。タップダンスという呼称が記録されている最古の文献は1903年のものである。20世紀にアメリカの映画や音楽とともに世界に広がった。

## ステップの種類

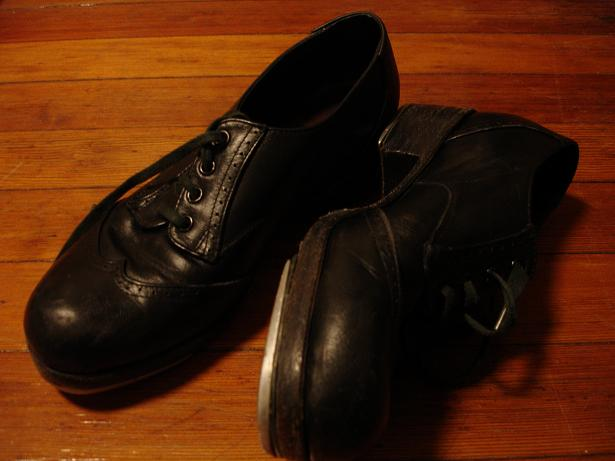
タップシューズ

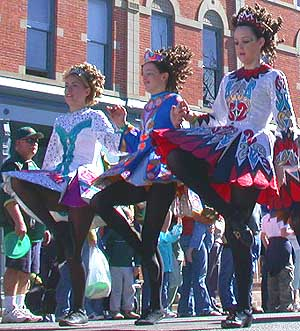
タップダンスの起源は英国のランカシャー州やアイルランドにあるとも言われている。
写真はアイルランドのステップダンス。

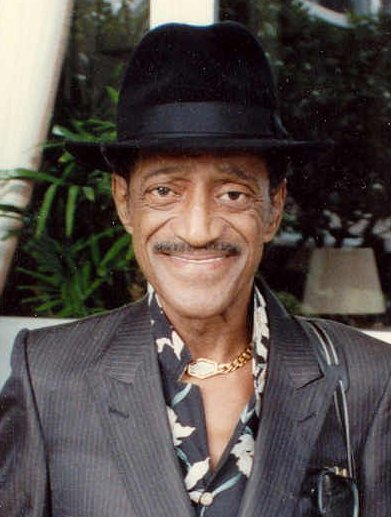
サミー・デイヴィスJr.

- ボールタッチ
- ボールドロップ
- トウドロップ
- ヒールドロップ
- チャグ
- ヒールディグ
- シャッフル
- スカッフル
- フラップ
- スラップ
- スタンプ
- ストンプ
- ウィング
- ジャンプ
- タイムステップ
- プルバック
- クランプロール
- ボールチェンジ
- ホップ
- リープ
- プレスクランプロール

など

## 著名なタップダンサー
- ビル・ボージャングル・ロビンソン（「タップの神様」と呼ばれた）
- ジョン・バブルス
- ビル・ベイリー（最古のバックスライド、ムーンウォークの映像を残した人物）
- ジミー・スライド
- サミー・デイヴィスJr.
- ニコラス・ブラザーズ（アクロバティックなタップダンスで有名）
- コンドス・ブラザーズ
- バニー・ブリッグス
- ロン・チェイニー
- サンドマン・シムス
- チャック・グリーン
- バスター・ブラウン
- リオン・コリンズ
- ハニー・コールズ
- アーサー・ダンカン
- グレゴリー・ハインズ
- ダイアン・ウォーカー
- フレッド・アステア
- ジンジャー・ロジャース
- シャーリー・テンプル
- ジーン・ケリー
- ドナルド・オコーナー
- エレノア・パウエル（「タップの女王」と呼ばれた）
- ベティ・グレイブル
- リタ・ヘイワース
- アン・ミラー
- セビアン・グローバー
- Jason Samuels smith
- 吉田つぶら
- 川村隆英
- 藤林真理
- ジョージ堀（堀栄次郎）
- 中川三郎
- 古庄里好
- THE STRiPES
- 中野ブラザーズ
- 安武あいり
- 宅原浩一
- 玉野和紀
- 熊谷和徳
- 浦上雄次
- RON×2
- HIDEBOH
- 中野目崇真
- HAMACHI
- SHUN
- 安達雄基
- Lily
- 景山恵
- レオナ
- charu
- みすみゆきこ
- SARO
- MIU NAKAGAWA
- 高見のっぽ(高見映、ノッポさん)
- 佐々木隆子（ささき りゅうこ）

## タップダンスが登場する作品

### 映画
- 四十二番街 42nd Street (1933)
- 空中レビュー時代 Flying Down to Rio (1933)
- コンチネンタル The Gay Divorcee (1934)
- トップ・ハット Top Hat (1935)
- テンプルちゃんお芽出度う Curly Top (1935)
- 踊る不夜城 Broadway Melody of 1938 (1935)
- 踊るブロードウェイ Broadway Melody of 1936 (1936)
- 艦隊を追って Follow the Fleet (1936)
- 有頂天時代 Swing Time (1936)
- 踊らん哉 Shall We Dance (1937)
- 踊るニューヨーク Broadway Melody of 1940 (1940)
- スイング・ホテル Holiday Inn (1942)
- ストーミー・ウェザー Stormy Weather (1943)
- 錨を上げて Anchors Aweigh (1945)
- ジークフェルド・フォーリーズ Ziegfeld Follies (1948)
- ブロードウェイのバークレー夫妻 The Barleys of Broadway (1949)
- 踊る大紐育 On the Town (1949)
- 巴里のアメリカ人 An American in Paris (1951)
- 恋愛準決勝戦 Royal Wedding (1951)
- 雨に唄えば Singin' in the Rain (1952)
- バンド・ワゴン The Band Wagon (1953)
- コットンクラブ The Cotton Club (1984)
- ホワイトナイツ/白夜 White Nights (1985)
- タップ Tap (1989)
- ステッピング・アウト Stepping Out (1991)
- タイタニック Titanic (1997)
- バッファロー66(1998)
- タップ・ドッグス Bootmen (2000)
- リトル・ダンサー Billy Elliot (2000)
- シカゴ Chicago (2002)
- ハッピー フィート Happy Feet (2006)
- アーティストThe Artist (2011)
- ラ・ラ・ランド La La Land (2016)
- 座頭市 (2003)
- ホテルビーナス (2004)
- スマイル 聖夜の奇跡 (2007)
- TAP THE LAST SHOW（2017）
- スウィング・キッズ（2018）

### ミュージカル
- クレイジー・フォー・ユー
- アニー
- ビリー・エリオット～リトル・ダンサー～
- アラジン
- キャッツ

## 関連書籍
- 乗越たかお著『ダンシング・オールライフ 中川三郎物語』集英社 1996
- 乗越たかお著『ダンスバイブル コンテンポラリー・ダンス誕生の秘密を探る』河出書房新社 2010